# Evan Dando
Evan Griffith Dando (Boston, 4 de marzo de 1967) es conocido como líder de The Lemonheads, banda de rock alternativo de cuya formacíon original es el único miembro que permanece. En el período en que el grupo estuvo inactivo, entre 1997 y 2005, inició también una carrera en solitario.

## Biografía

### The Lemonheads
Mientras aún estaba en la escuela, junto con su amigo Ben Deily, formó The Lemonheads.
Durante esta etapa jugaron con elementos Punk, y eran conocidos con el nombre de "Whelps", hasta que cambiaron el nombre al actual Lemonheads, nombrado por un caramelo que probó Dando y que según él era dulce adentro y agrio por afuera.
Ya para el año 1993 y luego de muchos fracasos, la banda se retitula oficialmente de “Lemonheads” a “ The Lemonheads” y sacan su sexto álbum de estudio «Come on Feel the Lemonheads» con el cual alcanza gran éxito.
Entrando en 1994, The Lemonhead se fue de gira; y en algunas de sus presentaciones aparecieron como artistas invitados de sus amigos Oasis. Luego, vinieron problemas para The Lemonheads, ya que en una entrevista Dando adimitió que estaba teniendo problemas con la droga.
Luego, en el año 1996 y después de muchos altibajos, la banda decide recopilar sus mejores temas en un álbum titulado «The Best of the Lemonheads: The Atlantic Years», lo cual incrementa aún más los rumores de una posible separación.
Después de una ausencia de nueve años, Dando anuncio en el verano del 2005 que la banda se había reformado y estaba grabando con otros músicos: Bill Stevenson y Karl Álvarez, miembros de The Descendents. Recientemente, la nueva formación se renovó, con la integración de: Bill Stevenson, Chris Brokaw (de la banda Come), y George Berz (Dinosaurio Jr) en batería, mientras que Juliana Hatfield y Josh Lattanzi (conocidos principalmente por su trabajo con Ben Kweller) han realizado algunas actuaciones en bajo.
Según una conferencia de prensa que hizo el 7 de septiembre, Dando dice que actualmente está escribiendo y componiendo las canciones para un álbum nuevo.

### Como solista
Dando reapareció a finales del 2000, luego de una extensa gira acústica que terminó siendo su primer CD como solista «Live at the Brattle Theatre», que contenía canciones grabadas en vivo en Boston y que solo fue lanzado en Australia.
En marzo de 2003, Dando finalmente lanzó su primer álbum solista en estudio, «Baby I'm Bored». Gracias a la buena crítica y a que terminó entre los primeros mejores 40 álbumes en Inglaterra, decidió seguir de gira.

## Discografía
- 2001 Live at the Brattle Theatre
- 2003 Baby I'm Bored

- Datos: Q2704219
- Multimedia: Evan Dando / Q2704219